# Кушкуль (Кармаскалинский район)
Кушкуль (баш. Ҡушкүл) — деревня в Кармаскалинском районе Республики Башкортостан Российской Федерации. Входит в состав Адзитаровского сельсовета.

## География

### Географическое положение
Расстояние до:
- районного центра (Кармаскалы): 35 км,
- центра сельсовета (Адзитарово): 3 км,
- ближайшей ж/д станции (Давлеканово): 37 км,
- столицы Башкирии (Уфа): 68км.

## Население
| 2002 | 2009 | 2010 |
| ---- | ---- | ---- |
| 96   | ↘74  | ↗75  |

Национальный состав
Согласно переписи 2002 года, преобладающая национальность — татары (98 %).